# Entedon confinis
Entedon confinis är en stekelart som beskrevs av Julius Theodor Christian Ratzeburg 1848. Entedon confinis ingår i släktet Entedon och familjen finglanssteklar. Inga underarter finns listade i Catalogue of Life.